# Natural (NOKKOの曲)
「Natural」（ナチュラル）は、NOKKOの9枚目のシングルである。1996年11月1日発売。発売元はソニー・ミュージックレコーズ。

## 概要
- NHK連続テレビ小説『ふたりっ子』主題歌[2]。

## 収録曲
1. Natural
  - 作詞：NOKKO・路木麻子／作曲：梅林茂・NOKKO／編曲：梅林茂
2. Jump a little higher
  - 作詞・作曲：NOKKO／編曲：山田貢司
3. Natural（オリジナル・カラオケ）

## 収録アルバム
- RHYMING CAFE (#1, #2)
- THE BEST OF NOKKO (#1)
- NOKKO'S SELECTION, NOKKO'S BEST (#1, #2)